# Montemayor del Río
Montemayor del Río ist ein Ort und eine Gemeinde (municipio) mit 262 Einwohnern (Stand: 2024) im Süden der spanischen Provinz Salamanca in der autonomen Region Kastilien-León. Der Ort ist als Kulturgut (Bien de Interés Cultural) in der Kategorie Conjunto histórico-artístico eingestuft.

## Lage
Der Ort Montemayor del Río liegt etwa 18 Kilometer südwestlich von Béjar am Fluss Cuerpo de Hombre in einer Höhe von ca. 675 Metern ü. d. M. Das Umland ist eher bergig bis hügelig und wird durch Viehzucht und Ackerbau geprägt. Die Stadt Salamanca ist ca. 89 Kilometer Fahrtstrecke in nördlicher Richtung entfernt; nähergelegen ist die nur etwa 68 Kilometer südwestlich in der Region Extremadura befindliche Stadt Plasencia.

## Bevölkerungsentwicklung
| Jahr      | 1960 | 1970 | 1981 | 1991 | 2000 | 2014 | 2018 |
| Einwohner | 810  | 561  | 447  | 356  | 377  | 299  | 266  |

Im 19. Jahrhundert hatte der Ort meist zwischen 700 und 1000 Einwohner; die Mechanisierung der Landwirtschaft führte im 20. Jahrhundert zu einem Verlust an Arbeitsplätzen auf dem Lande und zu einer immer noch anhaltenden Abwanderung aus den ländlichen Regionen in die Mittel- und Großstädte.

## Geschichte
Die wahrscheinlich ersten, die auf dem Gebiet der heutigen Gemeinde eine feste Ansiedlung besaßen, waren Angehörige des keltischen Volksstammes der Vettonen (um 400 v. Chr.). Um 138 v. Chr. wurde die Region von den Römern erobert, doch sowohl römische als auch westgotische und maurisch-islamische Funde sind bislang nicht gemacht worden. Im ausgehenden 11. Jahrhundert wurde sie von Alfons VI. von León zurückerobert (reconquista) und mit Christen aus dem Norden wiederbesiedelt (repoblación); viele Ortschaften wurden mit Burgen und Stadtmauern befestigt, doch blieben weitere maurische Einfälle aus. Im Jahr 1282 gehörte Montemayor zur Grundherrschaft (señorio) des Infanten Pedro de Castilla, der jedoch bereits im darauffolgenden Jahr verstarb, so, dass sein Erbe an seinen einzigen legitimen Sohn Sancho fiel, der es bis zu seinem Tod im Jahr 1312 innehatte – danach fiel das Gebiet der leonesischen Krone zu.

## Sehenswürdigkeiten

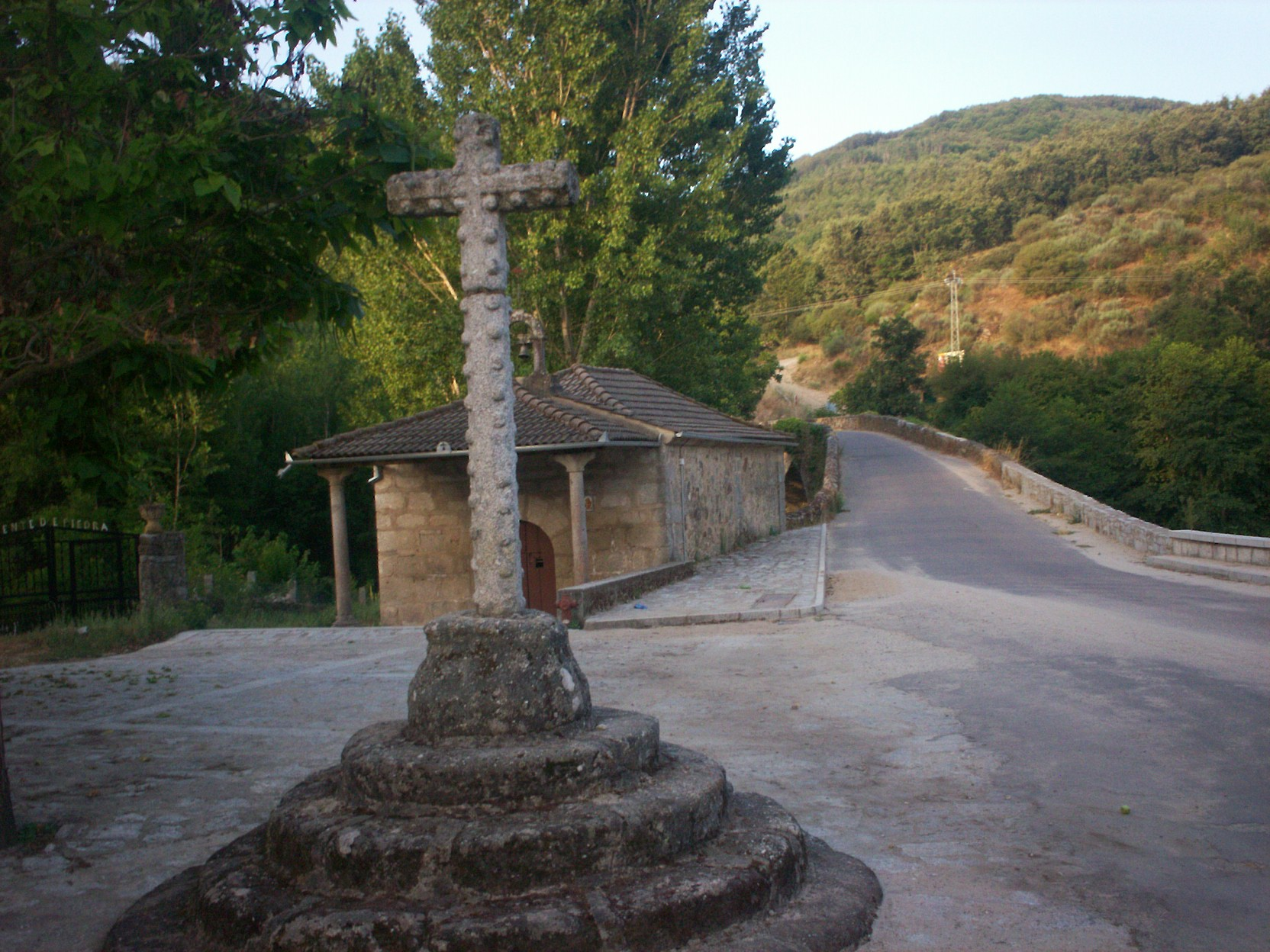
Wegkreuz, Kapelle und Brücke

- Hauptattraktion von Montemayor ist die imposante Burg aus dem 14./15. Jahrhundert, deren kleines Portal von zwei kleinen halbrunden Wehrtürmen flankiert wird. Ihr ansonsten offener Innenhof ist umstanden von kleinen Ausstellungs- und Verwaltungsräumen, in denen das Centro de Interpretación del Medievo untergebracht ist. Von den Flachdächern der Räume im Erdgeschoss bietet sich ein schöner Blick über den Ort.
- Die Pfarrkirche Nuestra Señora de la Asunción ist ein einschiffiger Bau des 13./14. Jahrhunderts, der von einem offenen Dachstuhl überspannt wird; die polygonal gebrochene Apsis ist dagegen rippengewölbt. Die Apsis birgt ein Altarretabel aus dem Jahr 1552 mit Tafelbildern zum Marienleben, in welches die Geburt und der Kreuzestod Christi als Randepisoden eingebettet sind. Der geschnitzte hölzerne Rahmen zeigt Renaissanceformen.
- Ein ehemaliger Gerichtspfeiler (rollo oder picota) aus der Spätrenaissance steht heute in der Mitte eines Brunnenbeckens im Zentrum des Ortes. Er kann auch als Symbol der Eigenständigkeit des Ortes aufgefasst werden; in seiner Nachbarschaft befindet sich das Rathaus (casa consistorial).
- Eine Einsiedlerkapelle (Ermita de San Antonío) und ein steinernes Wegkreuz auf einem abgetreppten runden Sockel befinden sich in unmittelbarer Nähe der Bogenbrücke über den Río Cuerpo de Hombre – derartige Ensembles sind in den ländlichen Regionen Spaniens mehrfach erhalten (z. B. in Plasencia).